# Moussadek
Moussadek là một đô thị thuộc tỉnh Chlef, Algérie. Dân số thời điểm năm 2002 là 5.496 người.